# Lista de distritos do Espírito Santo

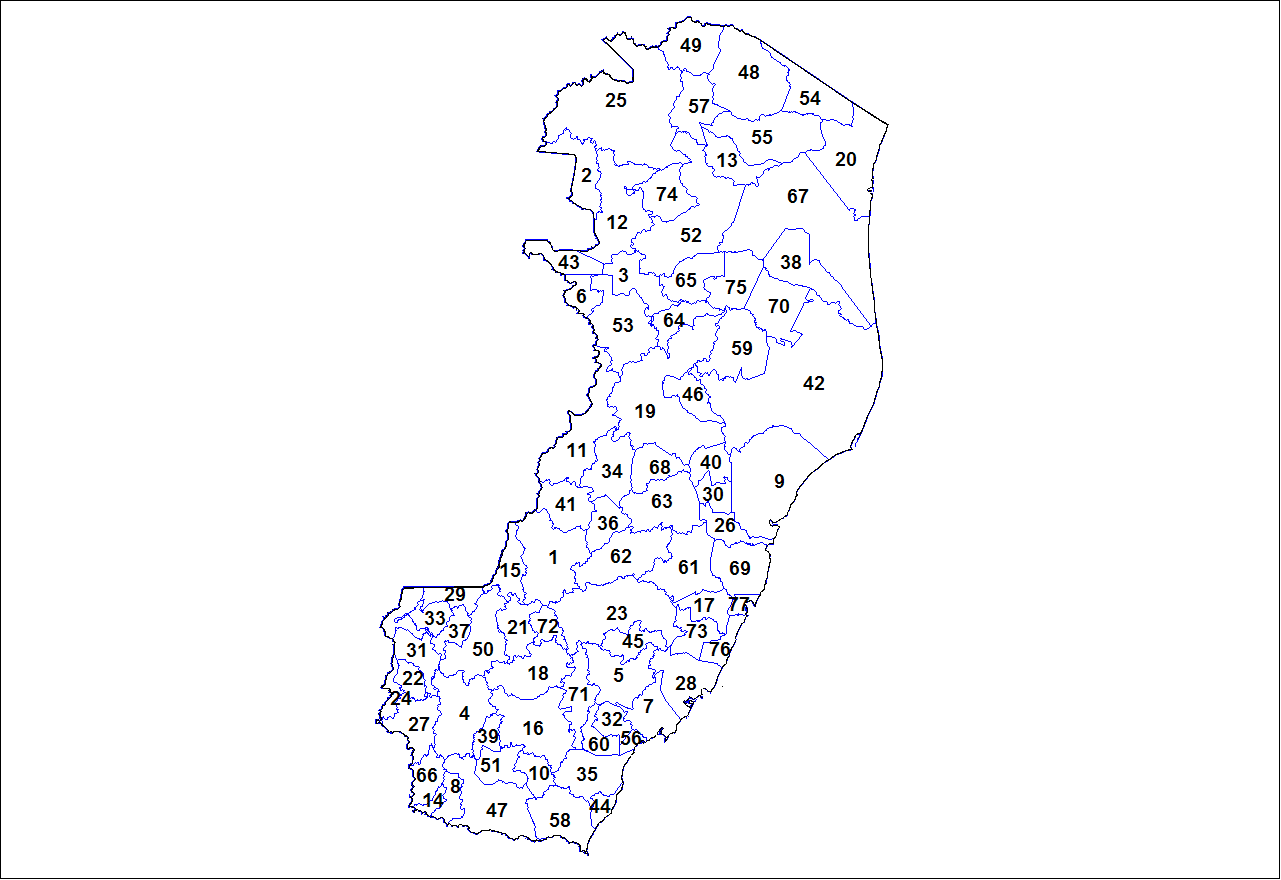
Municípios do estado do Espírito Santo

Lista dos distritos do estado do Espírito Santo, de acordo com a Divisão Territorial Brasileira do Instituto Brasileiro de Geografia e Estatística (IBGE).
Todo município é formado por pelo menos um distrito, que é o distrito sede. No caso dos municípios que possuem mais de um distrito, eles constam na segunda coluna da tabela.
| Município (distrito sede) | Distritos                      |
| ------------------------- | ------------------------------ |
| Afonso Cláudio            | Fazenda Guandu                 |
| Afonso Cláudio            | Ibicaba                        |
| Afonso Cláudio            | Mata Fria                      |
| Afonso Cláudio            | Piracema                       |
| Afonso Cláudio            | Pontões                        |
| Afonso Cláudio            | São Francisco Xavier do Guandu |
| Afonso Cláudio            | São Luís de Boa Sorte          |
| Afonso Cláudio            | Serra Pelada                   |
| Água Doce do Norte        | Governador Lacerda de Aguiar   |
| Água Doce do Norte        | Santa Luzia do Azul            |
| Água Doce do Norte        | Santo Agostinho                |
| Água Doce do Norte        | Vila Nelita                    |
| Águia Branca              | Águas Claras                   |
| Alegre                    | Anutiba                        |
| Alegre                    | Araraí                         |
| Alegre                    | Café                           |
| Alegre                    | Celina                         |
| Alegre                    | Rive                           |
| Alegre                    | Santa Angélica                 |
| Alegre                    | São João do Norte              |
| Alfredo Chaves            | Crubixá                        |
| Alfredo Chaves            | Ibitiruí                       |
| Alfredo Chaves            | Matilde                        |
| Alfredo Chaves            | Ribeirão do Cristo             |
| Alfredo Chaves            | Sagrada Família                |
| Alfredo Chaves            | Urânia                         |
| Alto Rio Novo             | Monte Carmelo do Rio Novo      |
| Alto Rio Novo             | Palmerino                      |
| Anchieta                  | Alto Pongal                    |
| Anchieta                  | Jabaquara                      |
| Apiacá                    | Bonsucesso                     |
| Apiacá                    | José Carlos                    |
| Aracruz                   | Guaraná                        |
| Aracruz                   | Jacupemba                      |
| Aracruz                   | Riacho                         |
| Aracruz                   | Santa Cruz                     |
| Atílio Vivácqua           |                                |
| Baixo Guandu              | Alto Mutum Preto               |
| Baixo Guandu              | Ibituba                        |
| Baixo Guandu              | Quilômetro 14 do Mutum         |
| Baixo Guandu              | Vila Nova de Bananal           |
| Barra de São Francisco    | Cachoeirinha de Itaúna         |
| Barra de São Francisco    | Itaperuna                      |
| Barra de São Francisco    | Monte Senir                    |
| Barra de São Francisco    | Monte Sinai                    |
| Barra de São Francisco    | Paulista                       |
| Barra de São Francisco    | Poranga                        |
| Barra de São Francisco    | Santo Antônio                  |
| Barra de São Francisco    | Vargem Alegre                  |
| Boa Esperança             | Santo Antônio do Pousalegre    |
| Boa Esperança             | São José do Sobradinho         |
| Bom Jesus do Norte        |                                |
| Brejetuba                 | Santa Rita de Brejetuba        |
| Brejetuba                 | São Jorge de Oliveira          |
| Cachoeiro de Itapemirim   | Burarama                       |
| Cachoeiro de Itapemirim   | Conduru                        |
| Cachoeiro de Itapemirim   | Córrego dos Monos              |
| Cachoeiro de Itapemirim   | Coutinho                       |
| Cachoeiro de Itapemirim   | Gironda                        |
| Cachoeiro de Itapemirim   | Gruta                          |
| Cachoeiro de Itapemirim   | Itaoca                         |
| Cachoeiro de Itapemirim   | Pacotuba                       |
| Cachoeiro de Itapemirim   | São Vicente                    |
| Cachoeiro de Itapemirim   | Vargem Grande do Soturno       |
| Cariacica                 | Itaquari                       |
| Castelo                   | Estrela do Norte               |
| Castelo                   | Limoeiro                       |
| Castelo                   | Monte Pio                      |
| Castelo                   | Patrimônio do Ouro             |
| Colatina                  | Ângelo Frechiani               |
| Colatina                  | Baunilha                       |
| Colatina                  | Boapaba                        |
| Colatina                  | Graça Aranha                   |
| Colatina                  | Itapina                        |
| Conceição da Barra        | Braço do Rio                   |
| Conceição da Barra        | Cricaré                        |
| Conceição da Barra        | Itaúnas                        |
| Conceição do Castelo      |                                |
| Divino de São Lourenço    |                                |
| Domingos Martins          | Aracê                          |
| Domingos Martins          | Biriricas                      |
| Domingos Martins          | Isabel                         |
| Domingos Martins          | Melgaço                        |
| Domingos Martins          | Paraju                         |
| Dores do Rio Preto        | Mundo Novo                     |
| Dores do Rio Preto        | São Raimundo da Pedra Menina   |
| Ecoporanga                | Cotaxé                         |
| Ecoporanga                | Imburana                       |
| Ecoporanga                | Joaçuba                        |
| Ecoporanga                | Muritiba                       |
| Ecoporanga                | Prata dos Baianos              |
| Ecoporanga                | Santa Luzia do Norte           |
| Ecoporanga                | Santa Terezinha                |
| Fundão                    | Irundi                         |
| Fundão                    | Praia Grande                   |
| Fundão                    | Timbuí                         |
| Governador Lindenberg     | Moacyr Ávidos                  |
| Governador Lindenberg     | Morello                        |
| Governador Lindenberg     | Novo Brasil                    |
| Guaçuí                    | São Miguel do Caparaó          |
| Guaçuí                    | São Pedro de Rates             |
| Guaçuí                    | São Tiago                      |
| Guarapari                 | Rio Calçado                    |
| Guarapari                 | Todos os Santos                |
| Ibatiba                   |                                |
| Ibiraçu                   | Pendanga                       |
| Ibitirama                 | Santa Marta                    |
| Iconha                    | Duas Barras                    |
| Irupi                     | Santa Cruz de Irupi            |
| Itaguaçu                  | Itaçu                          |
| Itaguaçu                  | Itaimbé                        |
| Itaguaçu                  | Palmeira                       |
| Itapemirim                | Itaipava                       |
| Itapemirim                | Itapecoá                       |
| Itapemirim                | Piabanha do Norte              |
| Itapemirim                | Rio Muqui                      |
| Itarana                   |                                |
| Iúna                      | Nossa Senhora das Graças       |
| Iúna                      | Pequiá                         |
| Iúna                      | Santíssima Trindade            |
| Iúna                      | São João do Príncipe           |
| Jaguaré                   | Barra Seca                     |
| Jaguaré                   | Nossa Senhora de Fátima        |
| Jerônimo Monteiro         |                                |
| João Neiva                | Acioli                         |
| Laranja da Terra          | Joatuba                        |
| Laranja da Terra          | São Luiz de Miranda            |
| Laranja da Terra          | Sobreiro                       |
| Laranja da Terra          | Vila de Laranja da Terra       |
| Linhares                  | Bebedouro                      |
| Linhares                  | Desengano                      |
| Linhares                  | Farias                         |
| Linhares                  | Pontal do Ipiranga             |
| Linhares                  | Povoação                       |
| Linhares                  | Regência                       |
| Linhares                  | Rio Quartel                    |
| Linhares                  | São Rafael                     |
| Mantenópolis              | Santa Luzia de Mantenópolis    |
| Mantenópolis              | São Geraldo                    |
| Mantenópolis              | São José de Mantenópolis       |
| Marataízes                | Barra do Itapemirim            |
| Marechal Floriano         | Araguaia                       |
| Marechal Floriano         | Santa Maria de Marechal        |
| Marilândia                | Sapucaia                       |
| Mimoso do Sul             | Conceição do Muqui             |
| Mimoso do Sul             | Dona América                   |
| Mimoso do Sul             | Ponte de Itabapoana            |
| Mimoso do Sul             | Santo Antônio do Muqui         |
| Mimoso do Sul             | São José das Torres            |
| Mimoso do Sul             | São Pedro de Itabapoana        |
| Montanha                  | Vinhático                      |
| Mucurici                  | Itabaiana                      |
| Muniz Freire              | Alto Norte                     |
| Muniz Freire              | Itaici                         |
| Muniz Freire              | Menino Jesus                   |
| Muniz Freire              | Piaçu                          |
| Muniz Freire              | São Pedro                      |
| Muniz Freire              | Vieira Machado                 |
| Muqui                     | Camará                         |
| Nova Venécia              | Guararema                      |
| Nova Venécia              | Santo Antônio do Quinze        |
| Pancas                    | Lajinha                        |
| Pancas                    | Vila Verde                     |
| Pedro Canário             | Cristal do Norte               |
| Pinheiros                 | São João do Sobrado            |
| Piúma                     | Aghá                           |
| Ponto Belo                | Itamira                        |
| Presidente Kennedy        |                                |
| Rio Bananal               | São Francisco                  |
| Rio Bananal               | São Jorge de Tiradentes        |
| Rio Novo do Sul           | Princesa                       |
| Santa Leopoldina          | Djalma Coutinho                |
| Santa Leopoldina          | Mangaraí                       |
| Santa Maria de Jetibá     | Garrafão                       |
| Santa Teresa              | Alto Caldeirão                 |
| Santa Teresa              | Alto Santa Maria               |
| Santa Teresa              | Santo Antônio do Canaã         |
| Santa Teresa              | São João de Petrópolis         |
| Santa Teresa              | Vinte e Cinco de Julho         |
| São Domingos do Norte     | Braço do Sul                   |
| São Gabriel da Palha      | Fartura                        |
| São José do Calçado       | Airituba                       |
| São José do Calçado       | Alto Calçado                   |
| São José do Calçado       | Divino Espírito Santo          |
| São Mateus                | Barra Nova                     |
| São Mateus                | Itauninhas                     |
| São Mateus                | Nestor Gomes                   |
| São Mateus                | Nova Verona                    |
| São Roque do Canaã        | Santa Júlia                    |
| São Roque do Canaã        | São Jacinto                    |
| Serra                     | Calogi                         |
| Serra                     | Carapina                       |
| Serra                     | Nova Almeida                   |
| Serra                     | Queimado                       |
| Sooretama                 |                                |
| Vargem Alta               | Alto Castelinho                |
| Vargem Alta               | Jaciguá                        |
| Vargem Alta               | Prosperidade                   |
| Vargem Alta               | São José de Fruteiras          |
| Venda Nova do Imigrante   | Alto Caxixe                    |
| Venda Nova do Imigrante   | São João de Viçosa             |
| Viana                     | Araçatiba                      |
| Vila Pavão                |                                |
| Vila Valério              | Jurama                         |
| Vila Valério              | São Jorge da Barra Seca        |
| Vila Velha                | Argolas                        |
| Vila Velha                | Ibes                           |
| Vila Velha                | Jucu                           |
| Vila Velha                | São Torquato                   |
| Vitória                   | Goiabeiras                     |